# Gunilla Backman
Gunilla Katarina Backman, född 18 juni 1965 i Stockholm, är en svensk musikalartist, skådespelare och sångare.

## Biografi
Gunilla Backman kommer från en musikalisk familj. Fadern Hans Backman är läkare, medan modern Juliane Baer-Backman är sångerska och översättare. Gunilla Backman gick 1972–1982 på Kungliga Teaterns balettskola samt därefter på Balettakademien, Statens Dansskola och Cullbergs elevskola. Hon gick på Adolf Fredriks musikklasser sedan 1975 och har studerat sång sedan 17 års ålder, då hon musikaldebuterade i rollen som Liesl i Sound of Music på Folkan, följd av samma teaters barnteateruppsättning av Snövit och de sju dvärgarna året därpå. I båda produktionerna lärde hon känna medaktören Peter Jöback, som hon sedan samarbetat med. Efter detta blev inriktningen helt på sång och musikal. 1984 turnerade hon bland annat med Carola Häggkvist. Tillsammans med Hariette Johnsson bildade hon popduon Katz, gjorde skivinspelning och turnerade i Europa, där det även blev solo-singelinspelningar i Italien 1989.

### Musikal och teater
1990 fick hon rollen som Cosette i Les Misérables på Cirkus i Stockholm och denna musikal har hon spelat över 1000 föreställningar i Sverige, Tyskland och London. 1992 gjorde hon huvudrollen Maria i Riksteaterns West Side Story och därefter revy med Bosse Parnevik, Monica Zetterlund med flera. 1994 medverkade hon i Ingmar Bergmans annorlunda produktion av Shakespeares En vintersaga på Dramaten och därefter Elvira Madigan på Riksteatern.
1996 inledde hon flera års internationell verksamhet med Andrew Lloyd-Webbers Sunset Boulevard i Wiesbaden, Les Misérables i Tyskland och London, Miss Saigon med mera i London, konsertturné i Sydafrika och Chess i Danmark. 2002 återvände hon till Stockholm och Oscarsteatern för titelrollen som Greta Garbo i Garbo The Musical, följt av det verkliga genombrottet som huvudrollen Donna i den svenska produktionen av Mamma Mia! på Cirkus 2005–2007. För denna tilldelades hon Guldmasken 2006. Tillsammans med Maria Antoniou skrev hon och turnerade med Riksteatern i föreställningen Nära mig.
Under våren 2009 medverkade hon i showen PrimaDONNOR på Hamburger Börs tillsammans med Charlott Strandberg och Sussie Eriksson, som Backman arbetat med i Mamma Mia. Hösten 2010 och våren 2011 spelade hon huvudrollen som Norma Desmond i Göteborgsoperans uppsättning av Sunset Boulevard. För den rollen erhöll hon 2010 Tidskriften Operas musikalpris. År 2012 spelade hon Maria Magdalena i Jesus Christ Superstar med Ola Salo på Göta Lejon i Stockholm. Våren 2013 fick hon också stor framgång som Desiree Armfeldt i Stephen Sondheims Sommarnattens leende på Malmö Opera. Senare samma år spelade hon i den musikaliska komedin You, I like.

### Turnéer och konserter
Backman har även turnerat då och då, till exempel 2005 och 2007 med Rhapsody in Rock och i Ted Gärdestad-hyllningsturnén Sol, vind & Vatten 2008. Vintern 2007 medverkade hon i showen Stjärnklart med Anders Berglunds orkester. 2013 gjorde hon tv-inspelad arena-turné med Peter Jöback i I Love Musicals. Hon har gjort konserter med Malmö Brandkårs Musikkår i sällskap med bland andra Jan Malmsjö, Marianne Mörck, Loa Falkman och Best of Broadway-konserter i Berwaldhallen och Dalhalla samt diplomatkonserter i New York och New Delhi och DN-konserten med Kungliga Filharmonikerna.

### Television och film
Backman har medverkat i tv-program och festkonserter såsom Allsång på Skansen, Allsång på Liseberg, TV-huset, Så ska det låta, Sing along, Doobidoo, Nationaldagen och Nyårsfirande från Skansen. Hon hade en roll i Melodifestivalmusikalen, som var en serie mellanakter under Melodifestivalen 2007.
Hon har även dubbat röster till filmer som Tummelisa.

### Privatliv
Backman är förlovad med skådespelaren Jens Hultén. Hon har en son från ett tidigare äktenskap med Christer Sturmark.

## Diskografi
- 2005 – Mamma Mia! (Officiella cd:n för den svenska uppsättningen av musikalen)
- 2006 – Nära mig
- 2006 – Julens ljus
- 2006 – Julskivan 2006 (Duett tillsammans med Frank Ådahl, "Ljus")
- 2010 – Gunilla Backman sjunger Andrew Lloyd-Webber

## Filmografi
- 1989 – Babar och hans vänner (röst)
- 1994 – Tummelisa (röst)
- 2015 – Beck – Sjukhusmorden

## Teater

### Roller (ej komplett)
| År   | Roll             | Produktion                                                                          | Regi                 | Teater                   |
| ---- | ---------------- | ----------------------------------------------------------------------------------- | -------------------- | ------------------------ |
| 1982 | Liesl            | Sound of Music Richard Rodgers och Oscar Hammerstein II                             | Stig Olin            | Folkan                   |
| 1983 | Snövit           | Snövit och de sju dvärgarna Beppe Wolgers                                           | Stig Olin            | Folkan                   |
| 1992 | Medverkande      | Mulliga vitaminer, revy Calle Norlén, Sven Hugo Persson, Tomas Tivemark             | Mikael Hylin         | Stora teatern, Stockholm |
| 1993 | Medverkande      | Parneviks Cirkusparty, revy Bosse Parnevik                                          | Anders Albien        | Cirkus, Stockholm        |
| 2002 | Greta Garbo      | Garbo The Musical Michael Reed, Jim Steinman och Warner Brown                       | Scott Faris          | Oscarsteatern            |
| 2006 | Medverkande      | Oscars 100-årsjubileum                                                              | Hans Marklund        | Oscarsteatern            |
| 2013 | Desirée Armfeldt | Sommarnattens leende Stephen Sondheim och Hugh Wheeler                              | Dennis Sandin        | Malmö Opera              |
| 2014 | Maria Magdalena  | Jesus Christ Superstar Andrew Lloyd-Webber och Tim Rice                             | Ronny Danielsson     | Turné                    |
| 2021 | Abbedissan       | Sound of Music Richard Rodgers, Oscar Hammerstein, Howard Lindsay och Russel Crouse | Heinrich Christensen | Malmö Opera              |
| 2024 | Joanne           | Company Stephen Sondheim och George Furth                                           | Maria Sid            | Kulturhuset Stadsteatern |

### Fotnoter
1. ↑  ”Gunilla Backman”. IMDb.com. Arkiverad från originalet den 14 juli 2014. https://web.archive.org/web/20140714202520/http://akas.imdb.com/name/nm1960986/. Läst 26 september 2012.
2. 1 2  ”Gunilla Backman”. Svensk Filmdatabas. http://www.sfi.se/sv/svensk-filmdatabas/Item/?type=PERSON&itemid=200552&ref=%2ftemplates%2fSwedishFilmSearchResult.aspx%3fid%3d1225%26epslanguage%3dsv%26searchword%3dGunilla+Backman%26type%3dPerson%26match%3dBegin%26page%3d1%26prom%3dFalse. Läst 26 september 2012.
3. ↑  Sveriges befolkning 197, Arkiv Digital.
4. ↑  Musikalpriset 2010 Arkiverad 22 december 2015 hämtat från the Wayback Machine., Tidskriften Opera.
5. ↑  ”Ingmar Bergman 2 februari 2013, "Sommarnattens leende"”. Arkiverad från originalet den 4 mars 2016. https://web.archive.org/web/20160304195706/http://ingmarbergman.se/pa-scen/sommarnattens-leende-1. Läst 13 september 2015.
6. ↑  ”Filmstjärnan Jens Hultén bor i hyresrätt från sekelskiftet”. Leva & bo. https://www.expressen.se/leva-och-bo/hemma-hos-5/kandishem/skadespelaren-jens-hulten-bor-i-hyresratt-fran-sekelskiftet/. Läst 27 oktober 2022.
7. ↑  ”Stjärnan mår bäst hemma”. www.mitti.se. 9 september 2012. https://www.mitti.se/noje/stjarnan-mar-bast-hemma/lmlii!103544/. Läst 27 oktober 2022.
8. ↑  Marcus Boldemann (18 september 1982). ”'Sound of Music': Lyckokast vid stupet”. Dagens Nyheter:  s. 18. http://arkivet.dn.se/arkivet/tidning/1982-09-18/253/18. Läst 20 augusti 2015.
9. ↑  Vera Brodin (4 november 1983). ”Snövit och dvärgarna”. Dagens Nyheter:  s. 51. https://arkivet.dn.se/tidning/1983-11-04/300/51. Läst 2 december 2017.
10. ↑  Marcus Boldemann (19 september 1992). ”Sällsynta pärlor i platt text”. Dagens Nyheter:  s. 19. http://arkivet.dn.se/arkivet/tidning/1992-09-19/255/22. Läst 26 januari 2016.
11. ↑  ”Parneviks Cirkusparty”. Chinateatern. Arkiverad från originalet den 23 september 2015. https://web.archive.org/web/20150923202915/http://www.chinateatern.se/show/parneviks-cirkusparty/. Läst 3 september 2015.
12. ↑  ”GARBO THE MUSICAL”. Annica Edstam. http://home.swipnet.se/AnnikaEdstam/gg.html. Läst 22 september 2016.
13. ↑  ”Oscars 100-årsjubileum”. Chinateatern. Arkiverad från originalet den 23 september 2015. https://web.archive.org/web/20150923202913/http://www.chinateatern.se/show/oscarsteaterns-100-ars-jubileum/. Läst 3 september 2015.
14. ↑  ”Sommarnattens leende”. Malmö Opera. Arkiverad från originalet den 25 september 2015. https://web.archive.org/web/20150925085032/http://www.malmoopera.se/forestallningar/sommarnattens-leende. Läst 24 september 2015.